# Pruga neće proći
Pruga neće proći je epizoda Malog rendžera (Kita Telera) objavljena u Lunov magnus stripu br. 8. Ovo je ujedno prva epizoda Malog rendžera objavljena u bivšoj Jugoslaviji 1969. godine.

## Kratak sadržaj
Mali rendžer i Čin Lao stižu u Big Veli u kome se gradi železnička pruga. Izgradnjom rukovodi inžinjer Miler. Izgradnji pruge se suprotstavlja porodica Stoveri koju čine otac (72 godine) i tri sina, jer bi pruga trebalo da prođe preko njihove zemlje. Otac Stoveri i sinovi dolaze na gradilište baš posle Kita i Čin Laoa, i prete da će, ako treba, zaustaviti građenje pruge svojim životima.
Nešto kasnije, maskirani razbojnici napadaju grupu službenika gradilišta koji se vraćaju iz grada gde su podigli platu za radnike na pruzi. Razbojnici im oduzimaju novac, a inžinjer Miler sumnja da je porodica Stoveri ukrala plate da bi osujetila gradnju pruge.
Mali rendžer kreće na ranč Stovera da bi ispitao ko je ukrao novac. Stoveri uspevaju da ga zarobe, ali ga jedan od sinova u tajnosti oslobađa. Kit beži, i kasnije saznaje da su pravi razbojnici, u stvari, bivši radnici sa pruge.
Za to vreme, ostali radnici predvođeni Milerom kreću na ranč da linčuju Stovere (verujući i dalje da su ih oni pokrali), ali Kit na vreme stiže na ranč Stoverovih i dokazuje njihovu nevinost. Stoverovi su spašeni, sve se srećno završava, a Kit na kraju uspeva da ubedi oca Stovera da prihvati da pruga prođe preko njegove zemlje, jer će tada sama zemlja imati veću vrednost.
Izdavač je propustio da odštampa poslednjih pet stranica epizode.

## Osnovni podaci
Epizoda je objavljena u LMS-8. Na naslovnici je, međutim, nacrtan Teks Viler, a naslov je Krv Navajosa, što znači da je noseća priča pripadala Teksu Vileru. Epizoda Pruga neće proći počinje tek na 142 stranici i traje do 189 stranice. U to vreme, dešavalo se s vremena na vreme da glavni junaci "gostuju" u sveskama drugih junaka. Recimo, u ZS-84 Vešala čekaju noseću epizodu ima Kit Teler, a sporednu Teks Viler, čija epizoda Panteri ubice počinje na 68 strani.
Epizoda je objavljena 1969. godine u Lunov magnus stripu. U to vreme Mali rendžer je izlazio paralelno u LMS i Zlatnoj seriji. Epizodu je objavio novosadski Dnevnik. Koštala je 3 nova dinara.

## Originalno izdanje
Originalno, epizoda je objavljena u sveskama br. 4: L’uomo di ferro i br. 5: Il padrone della folgore, koje su u Italiji izašle u martu i aprilu 1964. godine u izdanju Sergio Bonelli Editore. Pre toga objavljena je u kaiševima, verovatno 1958. ili 1959. godine.

## Reprize
Ova epizoda reprizirana je u LMS-723 pod nazivom Pruga razdora 1987. godine, zajedno sa još jednom posebne pričom koja joj prethodi. Kao i u br. 8, ponovo joj na kraju nedostaje poslednjih pet stranica. U Hrvatskoj je epizoda reprizirana 2006. godine u Van Gogovoj ediciji u svesci br. 4: Željezni čovjek (sr. 87-130) i br. 5: Gospodar munje (str. 3-7). Epizoda je ponovo reprizirana 2014. godine u izdanju Ludensa br. 3 pod nazivom Gospodar munje.